# أديلسون فيريرا دي سوزا
أديلسون فيريرا دي سوزا (بالبرتغالية: Adilson Ferreira de Souza‏) (1 سبتمبر 1978 في بلدية أندرادينا في البرازيل – )؛ هو لاعب كرة قدم كان يلعب كمهاجم.

## وصلات خارجية
- أديلسون فيريرا دي سوزا على موقع رابطة كرة القدم اليابانية للمحترفين (اليابانية)
- أديلسون فيريرا دي سوزا على موقع دوري كوريا الجنوبية (الإنجليزية)
- أديلسون فيريرا دي سوزا على موقع قاعدة بيانات كرة القدم.إي يو (الإنجليزية)
- أديلسون فيريرا دي سوزا على موقع Soccerway.com (الإنجليزية)
- أديلسون فيريرا دي سوزا على موقع عالم كرة القدم.نت (الإنجليزية)